# Demografia Chorwacji
Demografia Chorwacji – Chorwację zamieszkuje prawie 4,5 mln mieszkańców. Istnieje tendencja spadkowa spowodowana głównie emigracją zarobkową do krajów zachodnich, ujemnym przyrostem naturalnym oraz emigracją Serbów do rodzinnego kraju – Serbii. Znaczna większość mieszka w miastach (64%); na wsi mieszka 36%.

## Statystyki demograficzne (2007)
| Statystyki demograficzne (2007)                                   | Statystyki demograficzne (2007)             |
| ----------------------------------------------------------------- | ------------------------------------------- |
|                                                                   |                                             |
| Zmiana liczby ludności Chorwacji w latach 1992–2003 (w tysiącach) |                                             |
| Liczba ludności                                                   | 4 493 312                                   |
| Ludność według wieku                                              |                                             |
| 0 – 14 lat                                                        | 16% mężczyzn: 368 639 kobiet: 349 703       |
| 15 – 64 lat                                                       | 67,1% mężczyzn: 1 499 354 kobiet: 1 515 932 |
| ponad 64 lata                                                     | 16,9% mężczyzn: 292 526 kobiet: 467 158     |
| Średnia wieku                                                     |                                             |
| w całej populacji                                                 | 40,6 lat                                    |
| mężczyzn                                                          | 38,6 lat                                    |
| kobiet                                                            | 42,3 lat                                    |
| Przyrost naturalny                                                | -1,94‰                                      |
| Współczynnik urodzeń                                              | 9,63 urodzeń/1000 mieszkańców               |
| Współczynnik zgonów                                               | 11,57 zgonów/1000 mieszkańców               |
| Współczynnik migracji                                             | 1,58 migrantów/1000 mieszkańców             |
| Ludność według płci                                               |                                             |
| przy narodzeniu                                                   | 1,06 mężczyzn/kobiet                        |
| poniżej 15 lat                                                    | 1,05 mężczyzn/kobiet                        |
| 15 – 64 lat                                                       | 0,99 mężczyzn/kobiet                        |
| powyżej 64 lat                                                    | 0,62 mężczyzn/kobiet                        |
| w całej populacji                                                 | 0,93 mężczyzn/kobiet                        |
| Umieralność niemowląt                                             |                                             |
| w całej populacji                                                 | 6,6 martwych/1000 żywych urodzeń            |
| płci męskiej                                                      | 6,6 martwych/1000 żywych urodzeń            |
| płci żeńskiej                                                     | 6,6 martwych/1000 żywych urodzeń            |
| Oczekiwana długość życia                                          |                                             |
| w całej populacji                                                 | 74,9 lat                                    |
| mężczyzn                                                          | 71,26 lat                                   |
| kobiet                                                            | 78,75 lat                                   |
| Rozrodczość                                                       | 1,41 urodzeń/kobietę                        |
| HIV/AIDS                                                          |                                             |
| Współczynnik dorosłych z HIV/AIDS                                 | 0,1% (2003)                                 |
| Liczba osób żyjących z HIV/AIDS                                   | 200 (2003)                                  |
| Liczba zmarłych na HIV/AIDS                                       | mniej niż 10 (2003)                         |

## Struktura etniczna
Chorwaci
     Serbowie
     Włosi
     Węgrzy
     Czesi
| Według spisu ludności z 2001 roku struktura narodowości w Chorwacji przedstawia się następująco: | Według spisu ludności z 2001 roku struktura narodowości w Chorwacji przedstawia się następująco: | Według spisu ludności z 2001 roku struktura narodowości w Chorwacji przedstawia się następująco: |
| Narodowość                                                                                       | Liczba                                                                                           | Procentowo                                                                                       |
| ------------------------------------------------------------------------------------------------ | ------------------------------------------------------------------------------------------------ | ------------------------------------------------------------------------------------------------ |
| Chorwaci                                                                                         | 3 977 171                                                                                        | 89,63%                                                                                           |
| Serbowie                                                                                         | 201 631                                                                                          | 4,54%                                                                                            |
| Boszniacy                                                                                        | 20 755                                                                                           | 0,47%                                                                                            |
| Włosi                                                                                            | 19 636                                                                                           | 0,44%                                                                                            |
| Węgrzy                                                                                           | 16 595                                                                                           | 0,37%                                                                                            |
| Albańczycy                                                                                       | 15 082                                                                                           | 0,34%                                                                                            |
| Słoweńcy                                                                                         | 13 173                                                                                           | 0,30%                                                                                            |
| inna narodowość                                                                                  | 81 355                                                                                           | 1,81%                                                                                            |
| nie określona                                                                                    | 89 130                                                                                           | 2,01%                                                                                            |
| brak danych                                                                                      | 17 975                                                                                           | 0,41%                                                                                            |

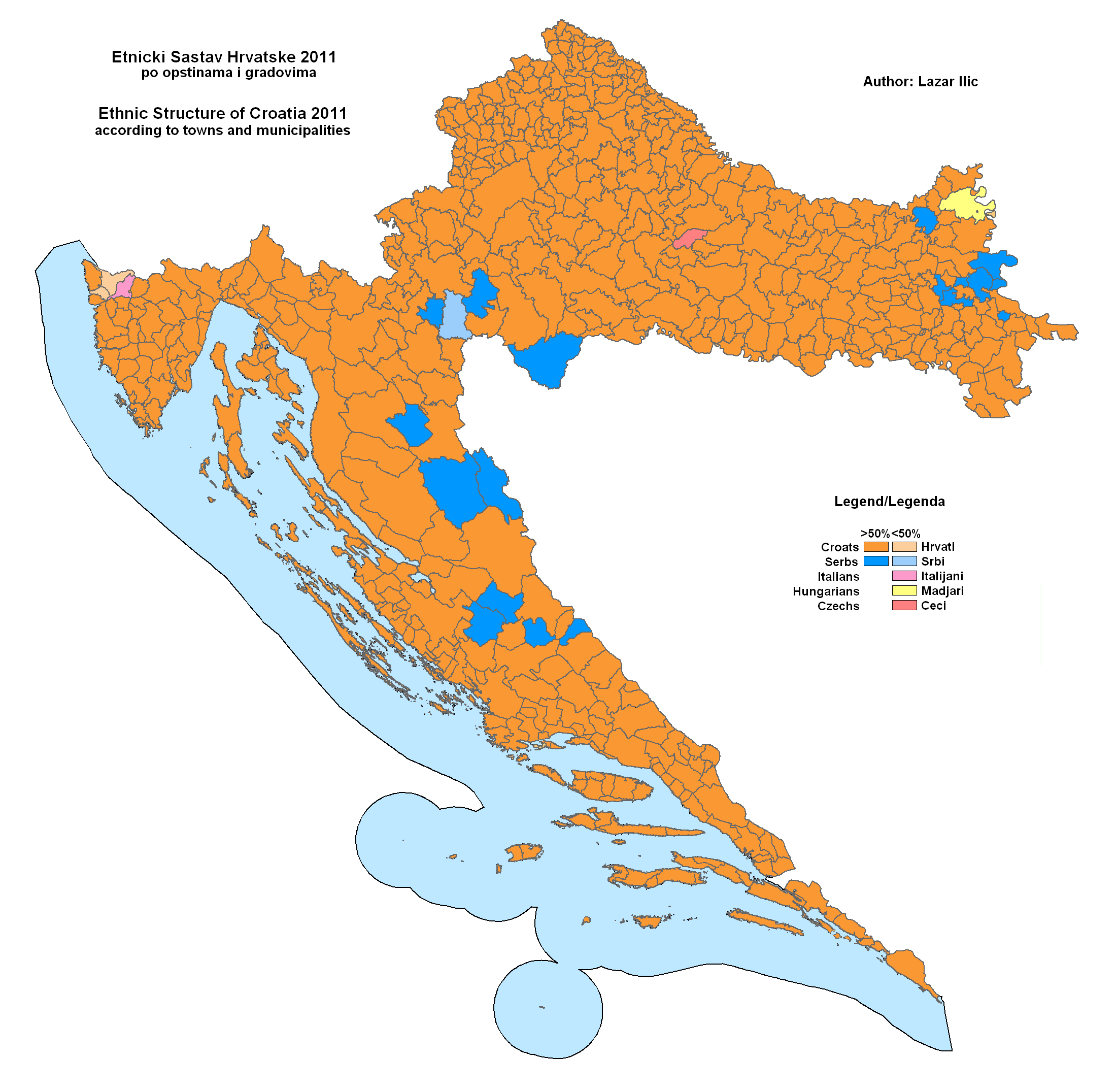
Struktura etniczna (2011)
Chorwaci
Serbowie
Włosi
Węgrzy
Czesi

Główne skupiska mniejszości narodowych znajdują się w następujących regionach:
- Albańczycy – Zagrzeb, Istria;
- Boszniacy – Zagrzeb, Istria, Primorje;
- Czesi – zachodnia Slawonia (miasta Daruvar i Grubišno Polje oraz gmina Končanica), Moslavina (miasta Pakrac, Lipik);
- Niemcy i Austriacy – Osijek, Zagrzeb
- Polacy – Zagrzeb, Rijeka
- Rusini – wschodnia Slawonia;
- Serbowie – Slawonia (zwłaszcza wschodnia), Kordun, Banovina, Zagrzeb, Rijeka;
- Słowacy – wschodnia i środkowa Slawonia (miasta Ilok i Našice);
- Słoweńcy – Zagrzeb, Primorje, Istria;
- Ukraińcy – Zagrzeb, żupania sisacko-moslawińska, żupania brodzko-posawska, żupania vukowarsko-srijemska;
- Węgrzy – Baranja;
- Włosi – zachodnia i południowa Istria, Rijeka, Cres, Lošinj, Moslavina.

## Język
W tym samym spisie przy pytaniu o język ojczysty uzyskano następujące rezultaty:
1. chorwacki – 96,11%,
2. serbski – 1,00%,
3. włoski – 0,46%,
4. albański – 0,32%,
5. węgierski – 0,28%,
6. słoweński – 0,26%,
7. inny – 0,78%,
8. brak danych – 0,37%.

Językiem urzędowym państwa jest język chorwacki, jednak w gminach (općina) zamieszkanych co najmniej w 1/3 przez mniejszości, językami urzędowymi są również języki tych mniejszości. Obecnie status taki mają język serbski w 21 gminach, język węgierski w dwóch gminach, język włoski w dwóch gminach, język czeski w jednej gminie i język słowacki w jednej gminie:
Serbski:
- Dvor, serb. Двор (Sisačko-moslavačka županija)
- Gvozd, serb. Гвозд (Sisačko-moslavačka županija)
- Krnjak, serb. Крњак (Karlovačka županija)
- Plaški, serb. Плашки (Karlovačka županija)
- Vojnić, serb. Војнић (Karlovačka županija)
- Vrbovsko, serb. Врбовско (Primorsko-goranska županija)
- Gmina Donji Lapac, serb. Доњи Лапац (Ličko-senjska županija)
- Udbina, serb. Удбина (Ličko-senjska županija)
- Vrhovine, serb. Врховине (Ličko-senjska županija)
- Gračac, serb. Грачац (Zadarska županija)
- Erdut, serb. Ердут (Osječko-baranjska županija)
- Jagodnjak, serb. Јагодњак (Osječko-baranjska županija)
- Šodolovci, serb. Шодоловци (Osječko-baranjska županija)
- Biskupija, serb. Бискупија (Šibensko-kninska županija)
- Civljane, serb. Цивљане (Šibensko-kninska županija)
- Ervenik, serb. Ервеник (Šibensko-kninska županija)
- Kistanje, serb. Кистање (Šibensko-kninska županija)
- Borovo, serb. Борово (Vukovarsko-srijemska županija)
- Markušica, serb. Маркушица (Vukovarsko-srijemska županija)
- Negoslavci, serb. Негославци (Vukovarsko-srijemska županija)
- Trpinja, serb. Трпиња (Vukovarsko-srijemska županija)

Węgierski:
- Bilje, węg. Bellye (Osječko-baranjska županija)
- Kneževi Vinogradi, węg. Herczegszöllös (Osječko-baranjska županija)

Włoski:
- Brtonigla, wł. Verteneglio (Istarska županija)
- Grožnjan, wł. Grisignana (Istarska županija)

Czeski:
- Končanica, czeski Končenice (Bjelovarsko-bilogorska županija)

Słowacki:
- Punitovci, słow. Punitovci (Osječko-baranjska županija)

## Religia
Natomiast jeśli chodzi o wyznania, wyniki spisu były następujące:
1. katolicy – 88,0%,
2. prawosławni – 4,4%,
3. agnostycy i nieokreśleni – 3,0%,
4. niewierzący – 2,2%,
5. muzułmanie – 1,3%,
6. inne – 0,5%,
7. brak danych – 0,6%.